# Lumières écossaises

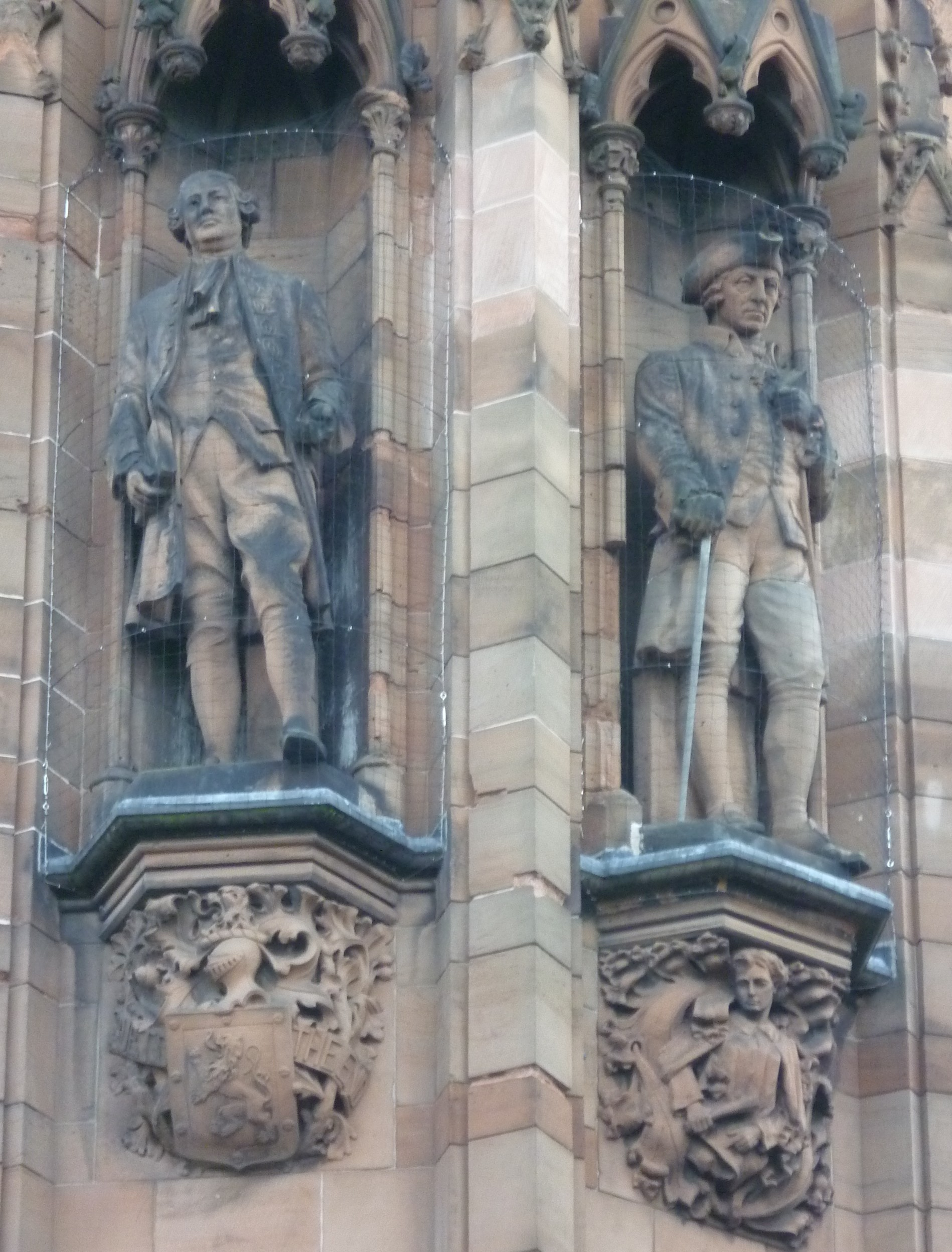
David Hume et Adam Smith sur le Scottish National Portrait Gallery.

Les Lumières écossaises (en anglais : Scottish Enlightenment ; en scots : Scots Enlichtenment ; en gaélique écossais : Soillseachadh na h-Alba) furent une période de l'histoire de l'Écosse allant du XVIIIe siècle jusqu'au début du XIXe siècle, caractérisée par un développement de réalisations intellectuelles et scientifiques. Le ferment a été permis en grande partie par les conditions économiques et politiques qui ont caractérisé l'Écosse au siècle des Lumières, à la suite de l'Union entre l'Angleterre et l'Écosse en 1707.
Au XVIIIe siècle, l'Écosse possédait un réseau d'écoles paroissiales dans les basses terres, ainsi que cinq universités. La culture des Lumières était basée sur des lectures attentives de nouveaux livres, et d'intenses discussions se sont déroulées quotidiennement dans des lieux de rassemblement intellectuels à Édimbourg, comme The Select Society et The Poker Club, ainsi que dans les anciennes universités écossaises (St Andrews, Glasgow, Édimbourg, King's College et Marischal College),.
Parmi les domaines qui progressaient rapidement figuraient la philosophie, l'économie politique, l'ingénierie, l'architecture, la médecine, la géologie, l'archéologie, la botanique, la zoologie, le droit, l'agriculture, la chimie et la sociologie. Parmi les penseurs et scientifiques écossais de l'époque figuraient Joseph Black, Robert Burns, William Cullen, Adam Ferguson, David Hume, Francis Hutcheson, James Hutton, John Playfair, Thomas Reid, Adam Smith et Dugald Stewart.
Bien que partageant la vision humaniste des Lumières françaises de la même époque, les penseurs des Lumières écossaises demeuraient malgré tout très différents de leurs homologues français, en raison de leur conservatisme traditionaliste et de leur empirisme. Bien qu'étant de nature sceptique, ils ne remettaient pas pour autant en cause l'ordre naturel et les institutions traditionnelles établies, étaient hostiles au rationalisme et au principe de la table rase, étaient partisans du droit naturel des Anciens et s'opposaient radicalement au droit positif ainsi qu'au positivisme juridique[réf. nécessaire].
Les Lumières écossaises étaient en faveur du progrès, de la vertu et des avantages pratiques pour l'individu et la société dans son ensemble, tout en défendant l'histoire, les traditions, les coutumes et l'expérience, considérées comme essentielles à la société. Ils eurent une influence considérable sur le penseur contre-révolutionnaire et libéral-conservateur Edmund Burke, qui s'opposa radicalement à la Révolution française, et qui était par ailleurs un ami proche d'Adam Smith,. David Hume, un des principaux penseurs des Lumières écossaises, est également considéré comme un précurseur de la pensée contre-révolutionnaire dans une perspective libérale-conservatrice,. Les Lumières écossaises ont également influencé les pères fondateurs des États-Unis ainsi que Friedrich Hayek, qui louait leur anti-rationalisme et leur vision conciliant les traditions avec les libertés,,,,.
Ainsi, les Lumières écossaises eurent une influence bien au-delà des frontières de l'Écosse, non seulement en raison de le grande estime des réalisations écossaises en dehors de l'Écosse, mais aussi parce que les idées et les attitudes du mouvement ont été diffusées dans toutes les îles britanniques et en Occident par la diaspora écossaise, ainsi que par des étudiants étrangers qui ont étudié en Écosse.

## Fondateurs
Selon Norbert Waszek, Francis Hutcheson peut être considéré comme le fondateur des Lumières écossaises :
1. il a un rôle et une influence théologique importants sur l'Église d'Écosse ;
2. il a introduit une approche inductive dans l'étude de la nature humaine ;
3. il a favorisé la réception et la diffusion du droit naturel tel que vu par Grotius et Pufendorf ;
4. il introduit l'économie dans la philosophie morale et politique.

Parmi les autres « grands », il faut citer David Hume (1711-1776), Adam Smith (1723-1790) et John Stuart (1713-1792) ainsi qu'un des pères fondateurs de la sociologie Adam Ferguson

## Contexte

### Situation économique et politique
Lors de l'union en 1707 entre l'Angleterre et l'Écosse, la seconde a une population cinq fois moins nombreuse et une richesse 36 fois plus faible. Cet écart de richesse provoque une croissance et un développement de l'Écosse basés sur les échanges ; ce qui inspirera la pensée économique de David Hume et d'Adam Smith. Glasgow bénéficie du commerce du tabac qui est ensuite ré-exporté vers l'Europe, notamment en France. Les marchands de ce commerce lucratif, appelés les tobacco lords (seigneurs du tabac) dominent la ville pendant tout le XVIIe siècle. 
Les banques se développent. Au cours de cette période, la Bank of Scotland est fondée en 1695 et sa rivale la Royal Bank of Scotland en 1727. Ces banques soupçonnées d'être proches des jacobites (opposés à la Glorieuse Révolution anglaise et aux whigs) permettent le développement des affaires, des routes et du commerce.

### Climat intellectuel
En France, les Lumières s'organisent autour des salons et culminent dans l'Encyclopédie (1751–72) éditée par Denis Diderot et Jean le Rond d'Alembert (1713–84), à laquelle contribuent des centaines d'intellectuels phares tel que Voltaire (1694–1778), Rousseau (1712–78)  et Montesquieu (1689–1755). Quelque 25 000 copies des 35 volumes furent vendues, dont la moitié hors de France. La vie intellectuelle en Écosse était tournée vers les livres. En 1763, à Edimbourg, on comptait 6 maisons d'édition et 3 usines à papier : elles étaient respectivement 16 et 12 en 1783.
La vie intellectuelle en Écosse évoluait autour d'une série de clubs, dont le premier apparaît à Edimbourg vers 1710. Un des premiers fut le Easy Club, cofondé par l'imprimeur jacobite Thomas Ruddiman. Les clubs n'atteignent Glasgow que vers 1740. Un des premiers et le plus important fut le Political Economy Club. Il avait pour but de créer des liens entre les universitaires et les marchands. Les autres clubs d’Edimbourg sont The Select Society, créé par l'artiste Allan Ramsay, et les philosophes David Hume et Adam Smith et plus tard The Poker Club, créé en 1762 et ainsi nommé par Adam Ferguson dans le but de « poke up » (former une opinion sur la question de la milice).
Les membres des Lumières écossaises — qui se nomment parfois les Literati — qui auraient pu émigrer à Londres ou à Paris (ils ont d'ailleurs visité ces villes) aiment Edimbourg et restent en Écosse. Parmi les raisons de cette attitude, le fait qu'ils peuvent ainsi résider dans des villes industrieuses et actives où la distance sociale n'est pas si forte que dans les grandes capitales, ceci leur permettant des relations plus diversifiées 

### Enseignement et vie universitaire
L'emphase humaniste sur l'éducation culmine avec l'Education Act de 1496 qui prévoit que tous les fils de barons et propriétaires libres iront à l'école . Le programme protestant du XVIe siècle comportait l'établissement d'un réseau d'écoles paroissiales qui reçut le soutien du gouvernement écossais (School Establishment Act de 1616, [Education Act de 1633, Education Act 1646 et 1696) Au XVIIe siècle il y avait dans les basses terres un large réseau d'écoles tandis que les hautes terres (Highlands) étaient moins bien dotées. Au XIXe siècle, l'idée était que l'éducation en Écosse était supérieure à celle de l'Angleterre et que cela avait permis aux Écossais d'atteindre de hauts postes en Angleterre. Les historiens pensent maintenant que le niveau moyen d'éducation était sensiblement le même qu'en Angleterre.
Toutefois trois faits sont à noter :
1. Les universités en Écosse furent ouvertes dès le XVIIIe siècle aux enfants appartenant au bas de la classe moyenne ;
2. les professeurs furent dès cette époque spécialisés dans une discipline avec la formation de chaires spécialisées en agriculture, chimie etc. ;
3. Newton fut très rapidement accepté et sa méthodologie, l'expérimentation, fut largement adoptée notamment dans les sciences sociales.

## Grands thèmes

### Histoire
Les animateurs des Lumières écossaises voient l'histoire comme procédant par étapes. De façon générale, ils distinguent quatre étapes. L’économiste Adam Smith, par exemple, distingue l'âge de la cueillette et de la chasse, puis l'âge de l'élevage, l'âge de l'agriculture et l'âge du commerce.
L'historien du groupe est David Hume, d'abord seulement connu comme tel, sa reconnaissance comme philosophe étant plus tardive. Sa conception de l'histoire est parfois dite philosophique. En effet, il ne s'agit pas pour lui de faire une histoire dynastique ni militaire mais plutôt l'histoire d'une civilisation qui insiste sur le droit et les institutions. Cette conception n’était jusque-là pas forcément très répandue parmi ses pairs historiens  en Europe, même dans l’univers de ceux évoluant dans les Îles britanniques, alors lieu de refuge de nombreux intellectuels européens.
Mais il s'éloigne de la conception whig de l'histoire (histoire comme voie réfléchie et centrée sur les institutions anglaises vers le progrès) sur deux points centraux : (1) pour lui la liberté est quelque chose de neuf et l'idée d'une ancienne liberté anglaise lui répugne (il y voit un certain chauvinisme anglais) et (2) pour lui les institutions anglaises sont le fruit fécond mais totalement involontaire de personnes qu'il déteste : les puritains anglais

### Littérature
Parmi les principales figures de la littérature écossaise de la période on peut citer :
- James Boswell (1740–1795), dont An Account of Corsica (1768) et The Journal of a Tour to the Hebrides (1785), basés sur ses nombreux voyages, et Life of Samuel Johnson (1791), qui est une des principales sources sur cette figure majeure des Lumières écossaises[31].
- Allan Ramsay (1686–1758), qui jette les fondations d'un renouveau de la vieille littérature écossaise ainsi que de la poésie pastorale, et participe au développement de la strophe de Habbie (en) comme forme poétique[32].
- Hugh Blair (1718–1800), ministre de l'Église d'Écosse, titulaire de la chaire de rhétorique et Belles Lettres à l'université d'Edimbourg. Il publie l'œuvre de Shakespeare ainsi que cinq volumes de Sermons (1777–1801), de moralité chrétienne pratique, des conférences sur Rhétorique et Belles Lettres (1783), un essai sur la composition littéraire qui aura un impact majeur sur Smith. Il attire aussi l'attention du public sur l'Ossian de James Macpherson[33].
- James Macpherson (1736–1796), le premier poète écossais de réputation internationale. Prétendant avoir trouvé des poèmes écrits par l'ancien barde Ossian, il publie une traduction qu'il proclame être l'équivalent celte des Classiques gréco-romains. Fingal, écrit en 1762, est rapidement traduit dans de nombreuses langues européennes et considéré comme ayant eu une influence déterminante sur le romantisme en Europe, spécialement en Allemagne à travers son influence sur Johann Gottfried von Herder et Johann Wolfgang von Goethe[34]. En fait il est maintenant clair qu'il ne s'agit pas d'une traduction mais d'une adaptation destinée à combler les attentes esthétiques du public de l'époque[35].

### Science, agronomie et médecine
Les centres d'intérêt des Lumières écossaises vont des matières intellectuelles et économiques à des considérations plus scientifiques, comme le montrent les travaux de :
- William Cullen, chimiste et physicien, ou de son confrère Joseph Black, qui a découvert l'enthalpie de changement d'état ;
- James Anderson, un agronome[36] ;
- James Hutton (1726–97), le premier géologue moderne[37],[38], dont les idées ont été popularisées par le mathématicien John Playfair (1748–1819)[39].

En médecine, les frères William Hunter, anatomiste, (1718–83) et John Hunter, chirurgien, (1728–93) sont des figures éminentes des Lumières écossaises et ont contribué à faire d'Edimbourg un centre majeur d'enseignement et de recherche en médecine.

### Mathématiques
Colin Maclaurin (1698–1746) a été nommé à la chaire de mathématiques du Marischal College à 19 ans et fut le mathématicien phare du Royaume-Uni de son temps.

## Principales figures des Lumières écossaises
- Adam Smith
- Erasmus Darwin
- David Hume
- Henry Home
- James Hutton
- Thomas Reid
- Dugald Stewart
- James Mill
- Adam Ferguson
- Hugh Blair
- James Boswell
- John Leslie
- George Campbell
- John Millar
- James Burnett, Lord Monboddo
- Francis Hutcheson
- William Smellie, imprimeur et auteur